# Coppa delle Nazioni 1946
La Coppa delle Nazioni 1946 fu la 20ª edizione della dell'omonima competizione di hockey su pista. La manifestazione, organizzata dal Montreux Hockey Club, venne disputata in Svizzera nella città di Montreux dal 19 al 22 aprile 1946 e fu vinta dall'Hockey Club Monza per la prima volta nella sua storia.

## Squadre partecipanti
- Anversa
- Biarritz
- Bordeaux
- Monza
- Novara
- Lisbona
- Montreux

## Svolgimento del torneo

### Risultati
|          | MON | ANV | NOV | BOR | MOZ | LIS  | BIA  |
| -------- | --- | --- | --- | --- | --- | ---- | ---- |
| Montreux |     | 2-3 | 4-1 | 3-3 | 3-4 | 3-5  | 3-4  |
| Anversa  |     |     | 1-0 | 6-3 | 2-3 | 2-12 | 0-1  |
| Novara   |     |     |     | 3-3 | 1-2 | 1-5  | 3-2  |
| Bordeaux |     |     |     |     | 1-8 | 2-7  | 3-1  |
| Monza    |     |     |     |     |     | 3-2  | 3-2  |
| Lisbona  |     |     |     |     |     |      | 11-1 |
| Biarritz |     |     |     |     |     |      |      |

### Classifica
|    | Squadra  | PT | G | V | N | P | GF | GS | Diff. |
| -- | -------- | -- | - | - | - | - | -- | -- | ----- |
| 1. | Monza    | 18 | 6 | 6 | 0 | 0 | 23 | 11 | 12    |
| 2. | Lisbona  | 16 | 6 | 5 | 0 | 1 | 42 | 12 | 30    |
| 3. | Anversa  | 12 | 6 | 3 | 0 | 3 | 14 | 21 | -7    |
| 4. | Bordeaux | 10 | 6 | 1 | 2 | 3 | 15 | 28 | -13   |
| 5. | Biarritz | 10 | 6 | 2 | 0 | 4 | 11 | 23 | -12   |
| 6. | Montreux | 9  | 6 | 1 | 1 | 4 | 18 | 20 | -2    |
| 7. | Novara   | 9  | 6 | 1 | 1 | 4 | 9  | 17 | -8    |

## Campioni
| Vincitore Coppa delle Nazioni 1946 |
| ---------------------------------- |
| Hockey Club Monza 1º titolo        |